# Максимус, Далиант Александрович
Да́лиант Алекса́ндрович Ма́ксимус (укр. Далiант Олександрович Максимус; имя при рождении Борозе́нный Ива́н Алекса́ндрович, род. 26 марта 1988 года, Керчь) — украинский и российский общественный деятель. Бывший старший следователь МВД, старший лейтенант милиции Украины.
Участник войны на Донбассе на стороне подконтрольной России Донецкой Народной Республики. Координатор Всероссийского военно-патриотического движения «Белые волки».
Автор научных публикаций и учебно-методических пособий по оперативно-розыскной деятельности.

## Биография

### Первые годы
Иван Борозенный родился 26 марта 1988 года в Керчи. «Комсомольская правда в Украине» писала, что лейтенант милиции Борозенный летом 2012 года в Керчи обезвредил найденное на остановке взрывное устройство.
В 2012 году переехал в Харьков. Окончил бакалавриат и магистратуру Харьковского национального университета внутренних дел по правоведению. Публиковал научные исследования в области противодействия киберпреступности. В 2013 году издал учебник «Использование современных информационных технологий при проведении негласных следственных (розыскных) мероприятий». Работал старшим следователем Красногвардейского районного отдела Днепропетровского ГУМВД.

### Евромайдан
2 и 11 марта 2014 года выпустил видеообращения к сотрудникам МВД, СБУ и народу Украины, в которых призвал оказывать вооружённое сопротивление Правому сектору. BBC писало, что после Евромайдана Борозенный, получивший еще во время учёбы на втором курсе университета информацию о своих аристократических корнях, взял имя Далиант Родланд Иоанн Максимус, князь Готский (сокращенно Далиант Максимус). После публикации обращений в середине марта был уволен из МВД Украины. Уехал в Крым.

### Российско-украинская война
Весной 2014 года Максимус состоял в крымском отделении НОД и участвовал в мероприятиях аннексии Крыма Российской Федерацией. После этого его стали приглашать на российские федеральные каналы.
С 2014 года участвовал в войне на Донбассе на стороне подконтрольной России Донецкой Народной Республики, сотрудничал с МГБ ДНР.
По информации керченских СМИ, во второй половине 2014 года по поручению спикера парламента Новороссии Олега Царёва занимался созданием герба и учебника «истории Новороссии».
Координатор Всероссийского военно-патриотического движения «Белые волки». Создатель «Центра стратегических инициатив Новороссии». По версии BBC и украинских СМИ, участник взлома аккаунта Аркадия Бабченко. Внесён в базу данных сайта Миротворец.

## Публикации
- Максимус Д. О. Використання сучасних інформаційних технологій працівниками органів внутрішніх справ при проведенні негласних слідчих (розшукових) дій: навч. посіб. / Д. О. Максимус, О. О. Юхно. — Харків: НікаНова, 2013. — 102 с. — ISBN 976-966-2526-73-4.
- Максимус Д. О. Окремі аспекти використання органами внутрішніх справ сучасних інформаційних технологій при проведенні негласних слідчих (розшукових) дій / Д. О. Максимус, О. О. Юхно // Вісник Харківського національного університету внутрішніх справ. — 2013. № 2. — С. 125—133.
- Коломыцева А. О., Максимус Д. А. Международный опыт внедрения свободного программного обеспечения в архитектуру информационных систем США и Франции // Новое в экономической кибернетике. — № 1. — 2018. — С. 58-68. — ISSN: 2523-448X
- Максимус Д. А. Комплексный анализ основных терминов и понятий свободного программного обеспечения как ресурса процесса информатизации // Новое в экономической кибернетике. — № 4. — 2019. — С. 114—129.

## Награды

### Украина
- "20 лет следственному аппарату МВД Украины (2012)
- Знак «Милиция Украины — безопасность державы» (2012)